# Club africain
 (mars 2011).
Si vous disposez d'ouvrages ou d'articles de référence ou si vous connaissez des sites web de qualité traitant du thème abordé ici, merci de compléter l'article en donnant les références utiles à sa vérifiabilité et en les liant à la section « Notes et références ».
Le Club africain (arabe : النادي الإفريقي) ou Club Africain selon l'usage tunisien (abrégé en CA) est un club omnisports tunisien fondé le 4 octobre 1920 à Tunis. Il est l'un des clubs les plus titrés en Tunisie.
Il regroupe plusieurs équipes sportives, actives en basket-ball, football, handball, natation, volley-ball et water-polo.

## Historique

### Fondation
| Basket-ball | Football | Handball   |
| Volley-ball | Natation | Water polo |
| Rugby à XV  | Escrime  | Athlétisme |

Le Club africain était prêt à exercer ses activités dès l'année 1919 mais ce qui en retarda le début était le nom qu'il allait prendre (Club islamique africain). En effet, ce nom a été contesté par les autorités du protectorat français car, à cette époque, tout club tunisien n'avait le droit d'exister qu'avec l'autorisation des autorités. Ce n'est donc que le 4 octobre 1920 que le club est officiellement autorisé à exercer ses activités mais son itinéraire ne débute pas à cette date.
Le Club africain, comme l'affirment certains de ses pères fondateurs, est le prolongement naturel du Stade africain (association fondée en 1915 et dissoute en 1918) dont il conserve les couleurs, l'esprit, une partie du nom ainsi qu'un noyau de joueurs (particulièrement Mohamed Soudani). Ce dernier est d'ailleurs le président de la réunion constitutive du club qui est tenue dans un café de Bab Jedid appartenant à une famille désormais clubiste. Il est à signaler que le premier siège social du club est le Makhzen Essouf (dépôt de laine) qui est situé dans le quartier d'El Morkadh.
Dès sa présentation, la demande d'autorisation fait l'objet d'un chantage puisque l'agrément est soumis à trois conditions :
- la nomination à la tête du CA d'un président de nationalité française ;
- le changement des couleurs choisies (à savoir le rouge et le blanc) qui contraint le club à jouer sa première saison avec un maillot bleu ;
- le renoncement à l'emblème national (croissant et étoile).

Il s'agit alors de forcer les clubistes à se démarquer de toute référence au drapeau national et à s'aliéner tout son socle identitaire. Les termes de ce compromis sont catégoriquement refusés.
Finalement, l'acharnement contraint les autorités de l'époque à céder et à accorder au Club africain une concession historique sur la nationalité tunisienne du président et l'emblème national qui désormais orne le maillot du club. Les pères fondateurs du club, beaucoup plus intransigeants, obtiennent finalement gain de cause et imposent un bureau directeur entièrement tunisien et présidé par Béchir Ben Mustapha.
Les pères fondateurs du club, imposent un bureau directeur entièrement tunisien et présidé par Béchir Ben Mustapha. Le premier bureau directeur se compose comme suit :
- Président : Béchir Ben Mustapha
- Secrétaire général : Chedly Alwerfeli
- Secrétaire général adjoint : Abdelmajid Chahed
- Trésorier : Hassen Nouisseri
- Comité sportif : Mahmoud Malouche, Fradj Abdelwahed, Ahmed Dhahak, Ezzeddine Belhaj et Jameleddine Bousnina

Ahmed Ben Miled, Béchir Ben Amor (premier gardien du club), Abdelwahab Bouallègue, Jameleddine Bousnina, Abdelmajid Chahed, Ahmed Dhahak, Mohamed Ezzeddine, Manoubi Haouari, Abderrahmen Kalfat, Abderrazek Karabaka, Chedly Louerghi, Mohamed Machouche, Mahmoud Malouche, Ahmed Mestaoui, Arbi Negli, Hassen Nouisseri, Mohamed Soudani, Salah Soudani, Ahmed Zeglaoui figurent parmi les fondateurs du club.

### Présidents
27 présidents différents se sont succédé à la tête du Club africain depuis sa fondation,. À ce jour, tous étaient de nationalité tunisienne.
| Pays                  | Nom                 | Période   |
| --------------------- | ------------------- | --------- |
| Drapeau de la Tunisie | Béchir Ben Mustapha | 1920-1921 |
| Drapeau de la Tunisie | Hadi Ginati         | 1921-1922 |
| Drapeau de la Tunisie | Béchir Ben Mustapha | 1922-1923 |
| Drapeau de la Tunisie | Ouannes Laâjimi     | 1923-1924 |
| Drapeau de la Tunisie | Hsouna Abdelkefi    | 1924-1926 |
| Drapeau de la Tunisie | Abdelaziz Ounaies   | 1926-1927 |
| Drapeau de la Tunisie | Mustapha Sfar       | 1927-1930 |
| Drapeau de la Tunisie | Abdelaziz Ounaies   | 1930-1931 |
| Drapeau de la Tunisie | Ali Belhaj          | 1931-1932 |
| Drapeau de la Tunisie | Abdelaziz Ounaies   | 1932-1934 |
| Drapeau de la Tunisie | Moncef El Okby      | 1934-1946 |
| Drapeau de la Tunisie | Salah Aouidj        | 1946-1950 |
| Drapeau de la Tunisie | Mhammed Mestiri     | 1950-1953 |
| Drapeau de la Tunisie | Mohamed El Asmi     | 1953-1954 |
| Drapeau de la Tunisie | Salah Aouidj        | 1954-1957 |
| Drapeau de la Tunisie | Mohamed El Asmi     | 1957-1958 |

| Pays                  | Nom               | Période   |
| --------------------- | ----------------- | --------- |
| Drapeau de la Tunisie | Salah Aouidj      | 1958-1964 |
| Drapeau de la Tunisie | Abdelaziz Lasram  | 1964-1966 |
| Drapeau de la Tunisie | Mahmoud Mestiri   | 1966-1967 |
| Drapeau de la Tunisie | Fathi Zouhir      | 1967-1970 |
| Drapeau de la Tunisie | Abdeljelil Mehiri | 1970-1971 |
| Drapeau de la Tunisie | Abdelaziz Lasram  | 1971-1977 |
| Drapeau de la Tunisie | Farid Mokhtar     | 1977-1980 |
| Drapeau de la Tunisie | Ridha Azzabi      | 1980-1981 |
| Drapeau de la Tunisie | Farid Mokhtar     | 1981-1986 |
| Drapeau de la Tunisie | Mahmoud Mestiri   | 1986-1987 |
| Drapeau de la Tunisie | Ridha Azzabi      | 1987-1988 |
| Drapeau de la Tunisie | Hamadi Bousbiaâ   | 1988-1990 |
| Drapeau de la Tunisie | Farid Abbes       | 1990-1991 |
| Drapeau de la Tunisie | Ridha Azzabi      | 1991-1992 |
| Drapeau de la Tunisie | Chérif Bellamine  | 1992-1993 |
| Drapeau de la Tunisie | Hamadi Bousbiaâ   | 1993-1994 |

| Pays                  | Nom                | Période   |
| --------------------- | ------------------ | --------- |
| Drapeau de la Tunisie | Hammouda Ben Ammar | 1994-1996 |
| Drapeau de la Tunisie | Saïd Néji          | 1996-1997 |
| Drapeau de la Tunisie | Chérif Bellamine   | 1997-2000 |
| Drapeau de la Tunisie | Farid Abbes        | 2000-2002 |
| Drapeau de la Tunisie | Chérif Bellamine   | 2002-2006 |
| Drapeau de la Tunisie | Kamel Idir         | 2005-2010 |
| Drapeau de la Tunisie | Jamel Atrous       | 2010-2010 |
| Drapeau de la Tunisie | Chérif Bellamine   | 2010-2010 |
| Drapeau de la Tunisie | Jamel Atrous       | 2011-2012 |
| Drapeau de la Tunisie | Slim Riahi         | 2012-2017 |
| Drapeau de la Tunisie | Marwen Hamoudia    | 2017-2018 |
| Drapeau de la Tunisie | Abdessalem Younsi  | 2018-2021 |
| Drapeau de la Tunisie | Youssef El Almi    | 2021-2024 |
| Drapeau de la Tunisie | Haykel Dkhil       | 2024-2025 |
| Drapeau de la Tunisie | Mohsen Trabelsi    | 2025-     |

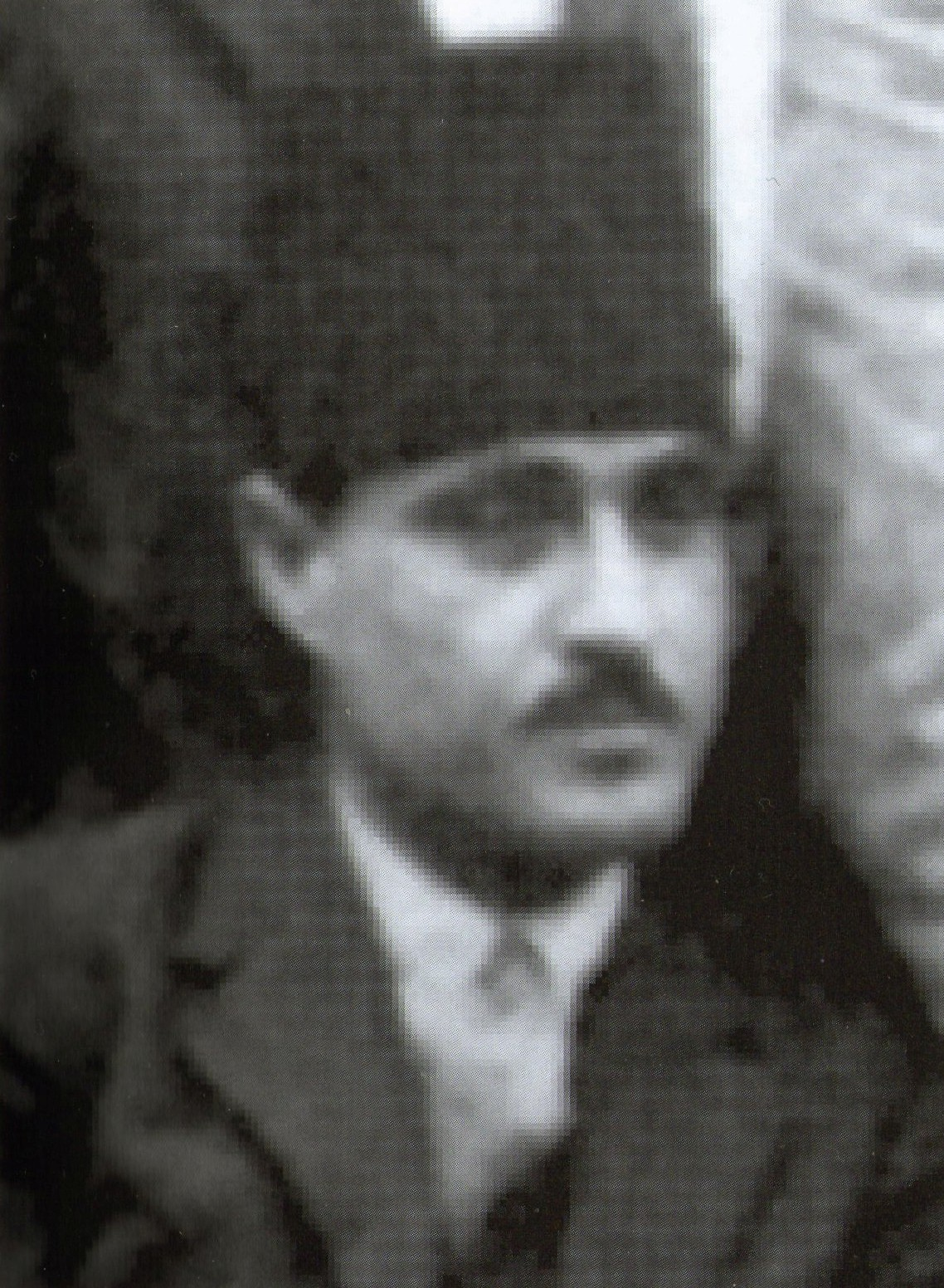
Béchir Ben Mustapha
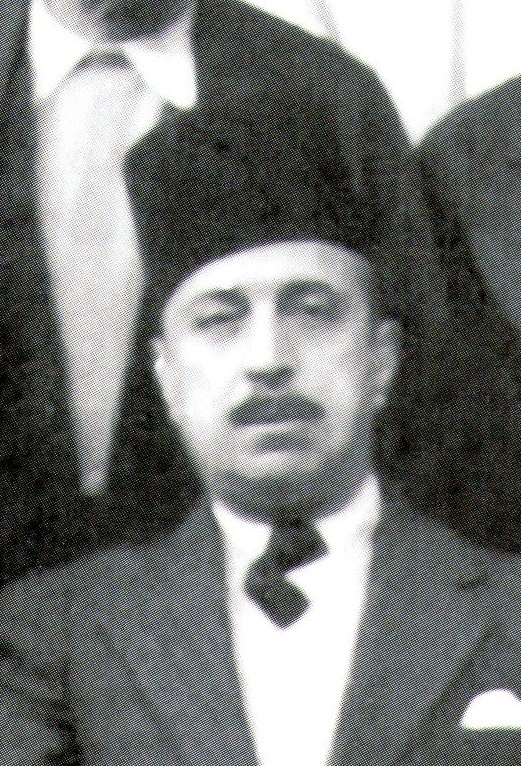
Mustapha Sfar
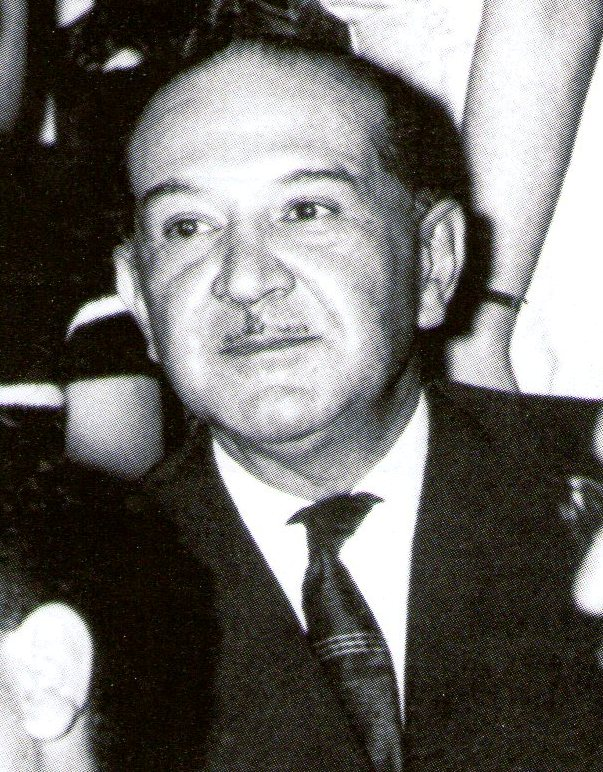
Salah Aouidj
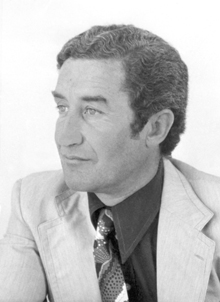
Abdelaziz Lasram
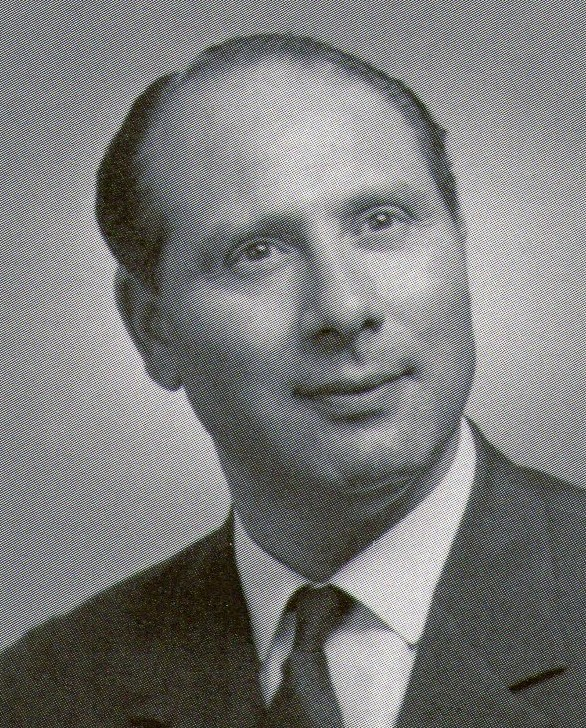
Fathi Zouhir
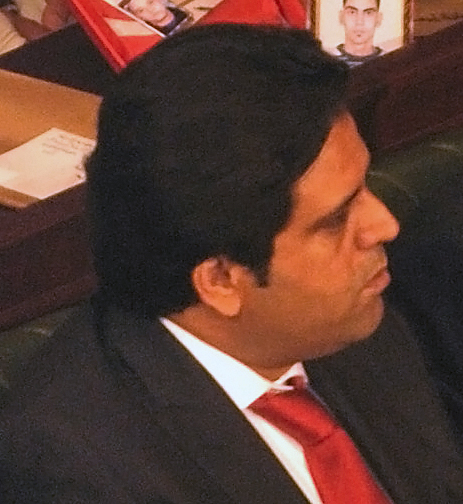
Slim Riahi

## Direction
| Pays                  | Nom             | Poste     |  |
| --------------------- | --------------- | --------- |  |
| Drapeau de la Tunisie | Mohsen Trabelsi | Président |  |
| Drapeau de la Tunisie | Mehdi Milad     |           |  |
| Drapeau de la Tunisie | Hajer Bakkar    |           |  |
| Drapeau de la Tunisie | Hichem Mannaï   |           |  |
| Drapeau de la Tunisie | Sami El Cadhi   |           |  |
| Drapeau de la Tunisie | Elyès Neji      |           |  |
| Drapeau de la Tunisie | Ferid Khemakhem |           |  |

## Sections

### Football
| Titres nationaux | Titres internationaux |
| ---------------- | --------------------- |
| 29               | 10                    |

### Handball
| Titres nationaux | Titres internationaux |
| ---------------- | --------------------- |
| 89               | 14                    |

### Basket-ball
| Titres nationaux | Titres internationaux |
| ---------------- | --------------------- |
| 18               | 0                     |

### Volley-ball
| Titres nationaux | Titres internationaux |
| ---------------- | --------------------- |
| 34               | 11                    |